# Aleja Gwiazd Sportu (Visla)
Aleja Gwiazd Sportu, česky Alej sportovních hvězd je na náměstí Plac Bogumiła Hoffa ve městě Visla v okrese Těšín ve Slezském vojvodství v jižním Polsku. Je to památník významných sportovců Visly, který se nachází na levém břehu řeky Visly v pohoří Slezské Beskydy.

## Další informace
Aleja Gwiazd Sportu je místem tradice ocenění významných sportovců a sportovních trenérů jejichž životní dráhy se prolínají s Vislou. Skládá se z bronzových plaket zapuštěných do chodníku pěší zóny. Byla založena v roce 2008 u příležitosti otevření nového skokanského můstku v Malince. V souladu s místními sportovními úspěchy, se aleja postupně rozrůstá o další plakety se jmény. Mezi plaketami je také jméno nejznámějšího Viselského sportovce a držitele čtyř olympijských medajlí Adama Henryka Małysze. Místo je celoročně volně přístupné.

## Galerie

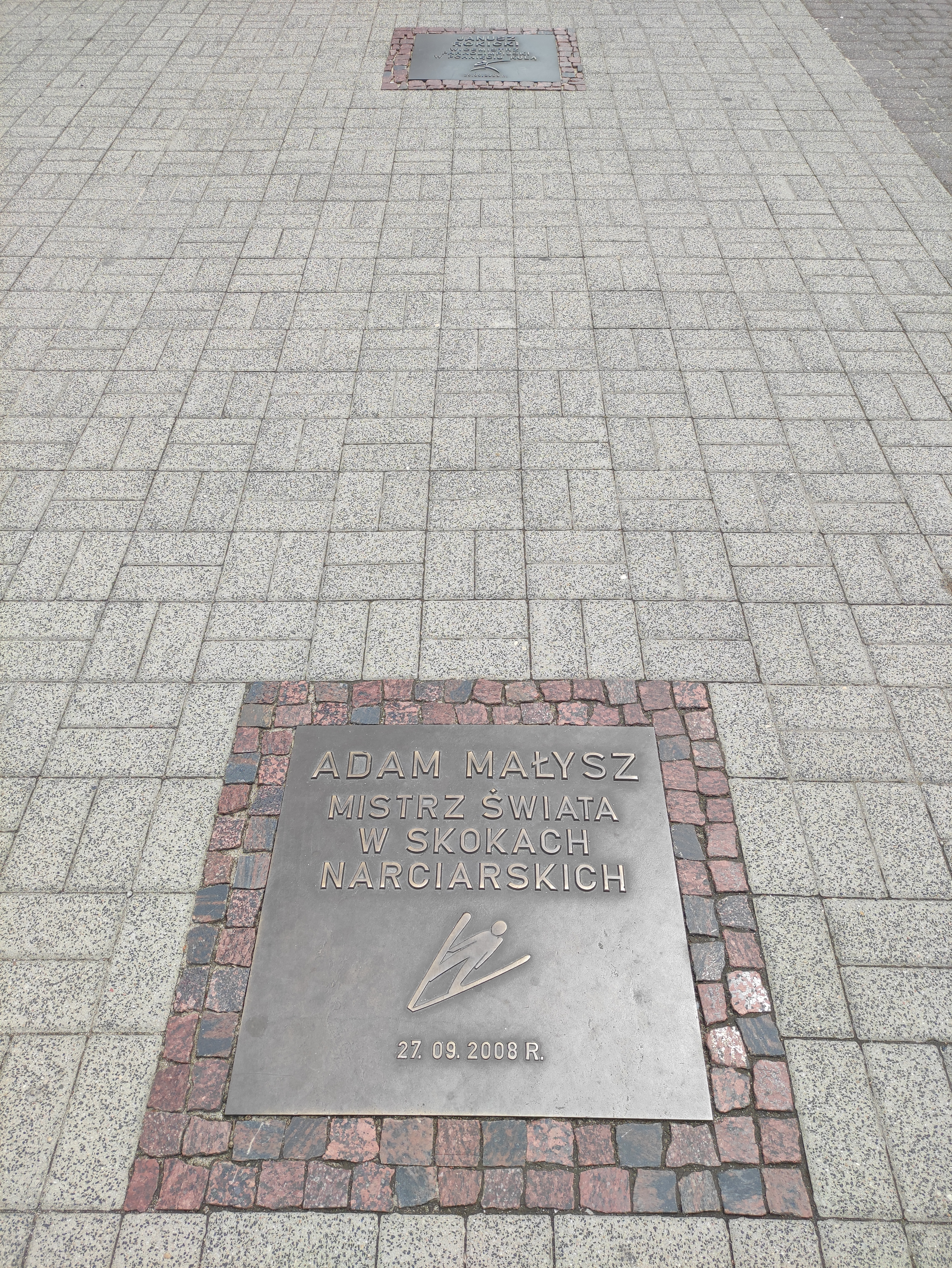
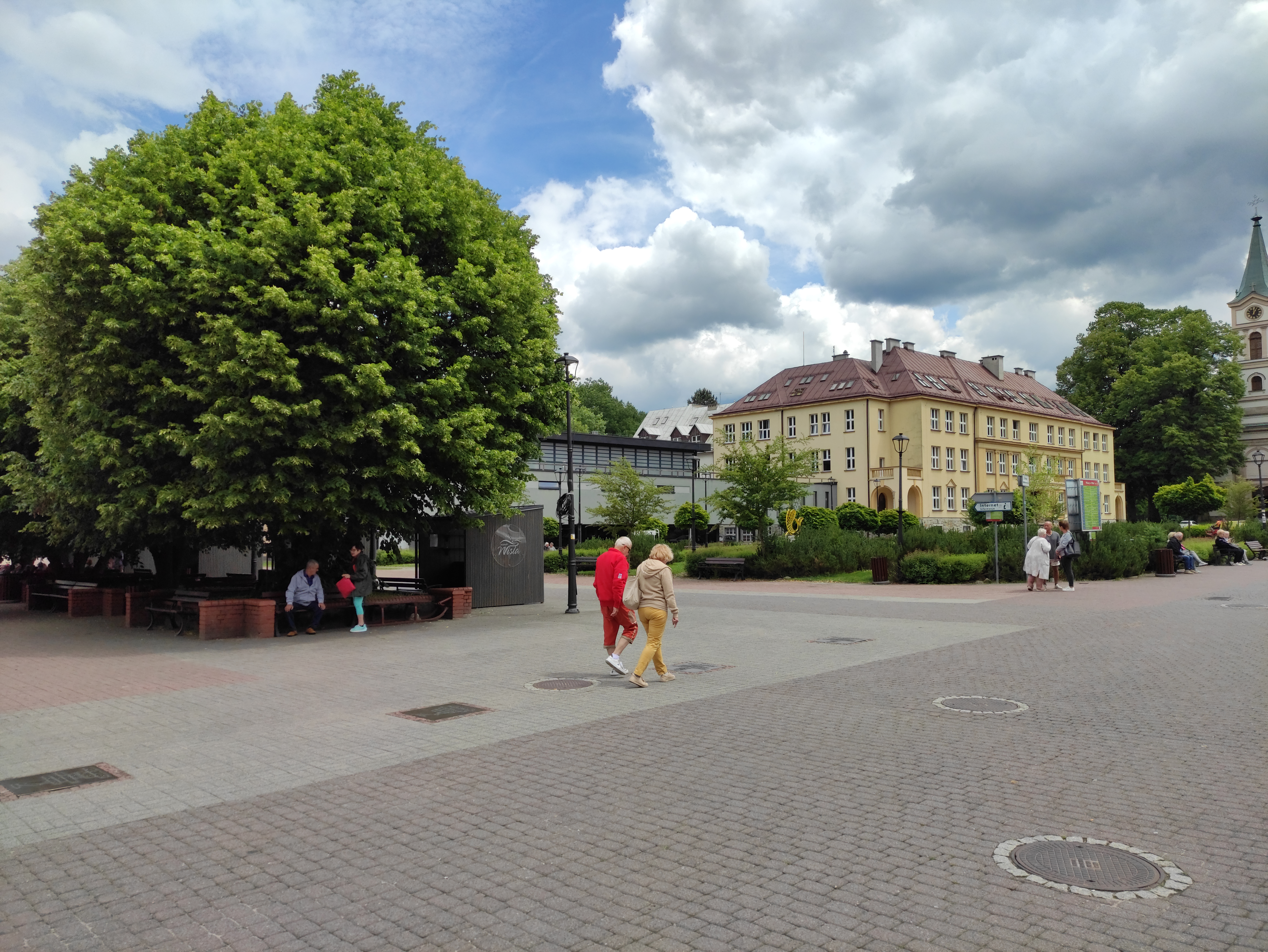